# ويكا إسكندرية
الويكا الإسكندرية هي تقليد من دين الويكا الوثني، سمي باسم أليكس ساندرس، الذي مع زوجته ماكسين، أسس هذا التقليد في عقد الستينات. كان ساندرس في ماضيه ناشئ في جماعة غاردنيرية.
إجمالاً الجماعات الإسكندرية تركز على التدريب في السحر الشعائري مثل القبالة والسحر الملاكي والإخنوخي. الجماعة الإسكندرية المثلية لها ترتيب هرمي، ويجتمع إسبوعياً، أو على الأقل كل بدر وقمر جديد،. كما أنهم يحجون إلى مدينة الأسكندرية في مكان يدعى قدس الأقداس ووتعتبر الأسكندرية مدينة مقدسة حسب معتقدهم.